# Sybra beccarii
Sybra beccarii es una especie de escarabajo del género Sybra, familia Cerambycidae. Fue descrita científicamente por Breuning en 1939.
Habita en Indonesia (Célebes). Mide 7-8 mm. El período de vuelo de esta especie ocurre en febrero, marzo y abril.